# Dysmilichia
Dysmilichia là một chi bướm đêm thuộc họ Noctuidae.

## Loài
- Dysmilichia fukudai
- Dysmilichia gemella
- Dysmilichia namibiae Hacker, 2007